# Niszczyciele typu Restigouche
Niszczyciele typu Restigouche – typ siedmiu kanadyjskich niszczycieli eskortowych (fregat), zbudowanych w latach 50. XX wieku dla Royal Canadian Navy.
Cztery spośród siedmiu okrętów (HMCS "Restigouche", HMCS "Gatineau", HMCS "Kootenay" i HMCS "Terra Nova") zostały pod koniec lat 60. poddane modernizacji IRE (ang. Improved Restigouche), a pozostałe trzy (HMCS "Chaudiere", HMCS "St. Croix" i HMCS "Columbia"), ze względu na cięcia w budżecie Kanadyjskich Sił Zbrojnych, zostały w 1974 roku przeniesione do rezerwy. Pod koniec lat 70. okręty pozostające w aktywnej służbie ponownie zmodernizowano w ramach programu DELEX (Destroyer Life Extension Project). Okręty zakończyły służbę w latach 90. XX wieku. 

## Okręty
- HMCS "Chaudiere" (DDE-235)
- HMCS "Gatineau" (DDE-236)
- HMCS "St. Croix" (DDE-256)
- HMCS "Restigouche" (DDE-257)
- HMCS "Kootenay" (DDE-258)
- HMCS "Terra Nova" (DDE-259)
- HMCS "Columbia" (DDE-260)